# نائب أميرال
```
Vizeadmiral،
 
VADM
 أختصار في قوائم 
VADM،
 (عربي: نائب أميرال) هو أحد كبار البحرية ضابط العلم رتبة في 
البحرية الألمانية
. وهو ما يعادل 
جينيرال لوتنانت
 في 
هيير
 و
سلاح الجو الألماني
 أو 
Generaloberstabsarzt
 و/أو 
Generaloberstabsarzt
 في 
الخدمات الطبية المركزية
. وما يعادل رتبة 
فريق
.
```

رتبة نائب أميرال في القوات البحرية الألمانية، كما هو الحال في العديد من القوات البحرية، هي رتبة ثلاث نجوم مع رمز الناتو OF-8. ومع ذلك، في غيرها من القوات البحرية الناطقة باللغة الألمانية، على سبيل المثال البحرية الإمبراطورية الألمانية وكريغسمارينه وفولكسمارين والبحرية النمساوية المجريةK. Kriegsmarine كانت تحت تصنيف OF-7 رتبة ضابط بنجمتين.

## شارة الرتبة والتصنيف
شارات الرتب، التي تلبس على الأكمام والكتفين، هي نجمة خماسية أعلى شريط ذهبي كبير واثنين من النجوم مرة واحدة (بدون النجمة عند ارتداء حلقات الرتب). هي في التصنيف B8 في قواعد الأجور في وزارة الدفاع الاتحادية.
فيما يلي تسلسل الرتب (من أعلى إلى أسفل) في تلك المجموعة بالذات:
- OF-9:[1] الأدميرال (ألمانيا) / العام (ألمانيا)
- OF-8: Vizeadmiral / جينيرال لوتنانت
- OF-7: كونتاديميرال / جنرال
- OF-6: Flottillenadmiral / Brigadegeneral

## التاريخ

### الجيش الشعبي الوطني
| شارة Vizeadmiral (OF-7) من Volksmarine | شارة Vizeadmiral (OF-7) من Volksmarine | شارة Vizeadmiral (OF-7) من Volksmarine | شارة Vizeadmiral (OF-7) من Volksmarine | شارة Vizeadmiral (OF-7) من Volksmarine | شارة Vizeadmiral (OF-7) من Volksmarine |
| الأرابيسك                              | Lampasse                               | حزام الكتف                             | الكفة                                  | علم القيادة                            |                                        |
| -------------------------------------- | -------------------------------------- | -------------------------------------- | -------------------------------------- | -------------------------------------- | -------------------------------------- |
|                                        |                                        |                                        |                                        |                                        |                                        |